# Lars Lorsheijd
Lars Lorsheijd est un joueur néerlandais de volley-ball né le 8 juin 1985 à Leidschendam (Hollande-Méridionale). Il mesure 2,00 m et joue central. Il totalise 38 sélections en équipe des Pays-Bas.

## Clubs
| Club                       | De        | À         |
| -------------------------- | --------- | --------- |
| HvA Volleyball             | 2003-2004 | 2005-2006 |
| Ortec Nesselande Rotterdam | 2006-2007 | 2008-2009 |
| Tourcoing LM               | 2009-2010 | 2011-2012 |
| Noliko Maaseik             | 2012-2013 | 2012-2013 |
| Arago de Sète              | 2013-2014 | 2013-2014 |

## Palmarès
- Championnat de Belgique
  - Finaliste : 2013
- Championnat des Pays-Bas (1)
  - Vainqueur : 2009